# Briandův–Kelloggův pakt

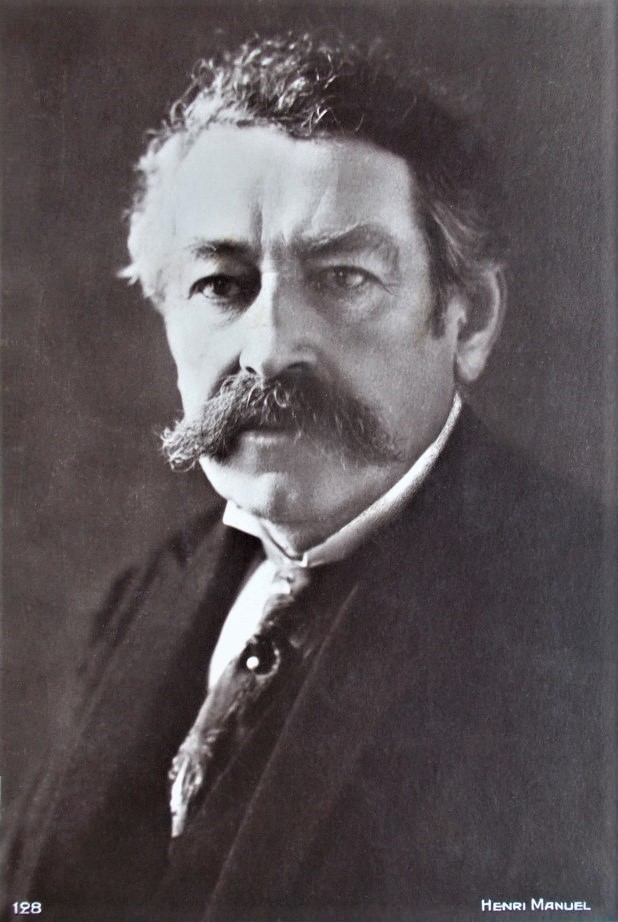
Aristide Briand

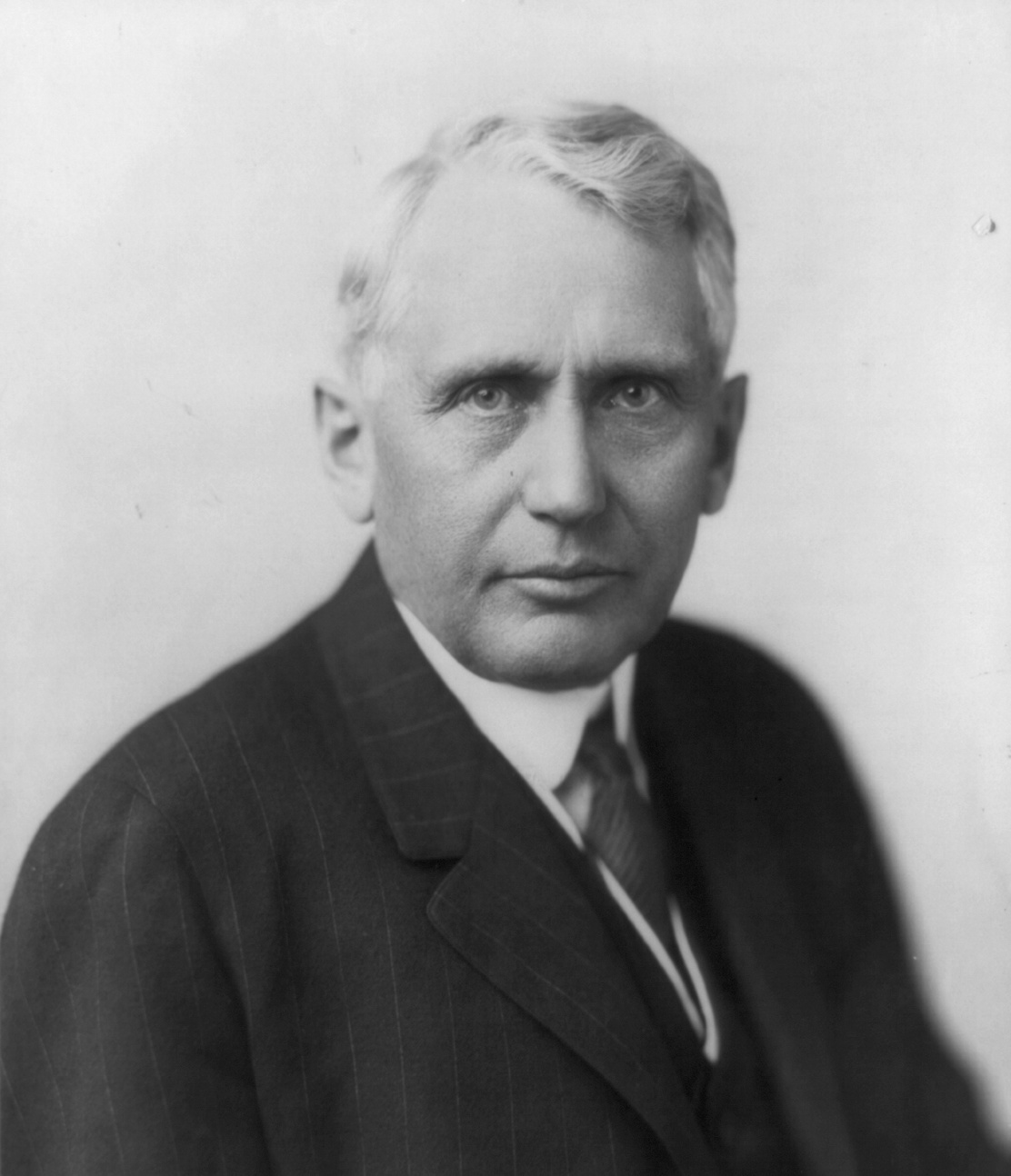
Frank B. Kellogg

Briandův–Kelloggův pakt (také Pařížský pakt) podepsaný 27. srpna 1928 v Paříži je mezinárodní smlouva, vylučující válku jako prostředek řešení mezinárodních sporů, vyjma případu sebeobrany. Pojmenována byla po svých autorech – Aristide Briandovi, francouzském ministru zahraničí, a Franku B. Kelloggovi, ministru zahraničí USA. Jejím zásadním nedostatkem byla absence klauzule umožňující její vynutitelnost, případně trestající stát, který se uchýlil k válce.
Formální název paktu zněl Všeobecná smlouva o odmítnutí války. Smlouva prohlašovala válku za nelegální prostředek mezinárodních vztahů. Ačkoli ji nakonec stihl neúspěch, měla významný vliv na další rozvoj mezinárodního práva. Posloužila jako právní základ pro vznik pojmu zločin proti míru (zločin útočné války), na základě kterého bylo mnoho osob souzeno za rozpoutání druhé světové války v Norimberském procesu. Zákaz útočné války byl potvrzen a rozšířen v Chartě OSN.
Původních signatářů bylo patnáct – USA, Austrálie, Kanada, Německo, Indie, Irský svobodný stát, Itálie, Nový Zéland, JAR, Spojené království, Československo, Polsko, Japonsko, Belgie a Francie. Celkem pakt podepsalo 62 států.
ČSR byl Briandův–Kelloggův pakt vyhlášen pod č. 126/1929 Sb.

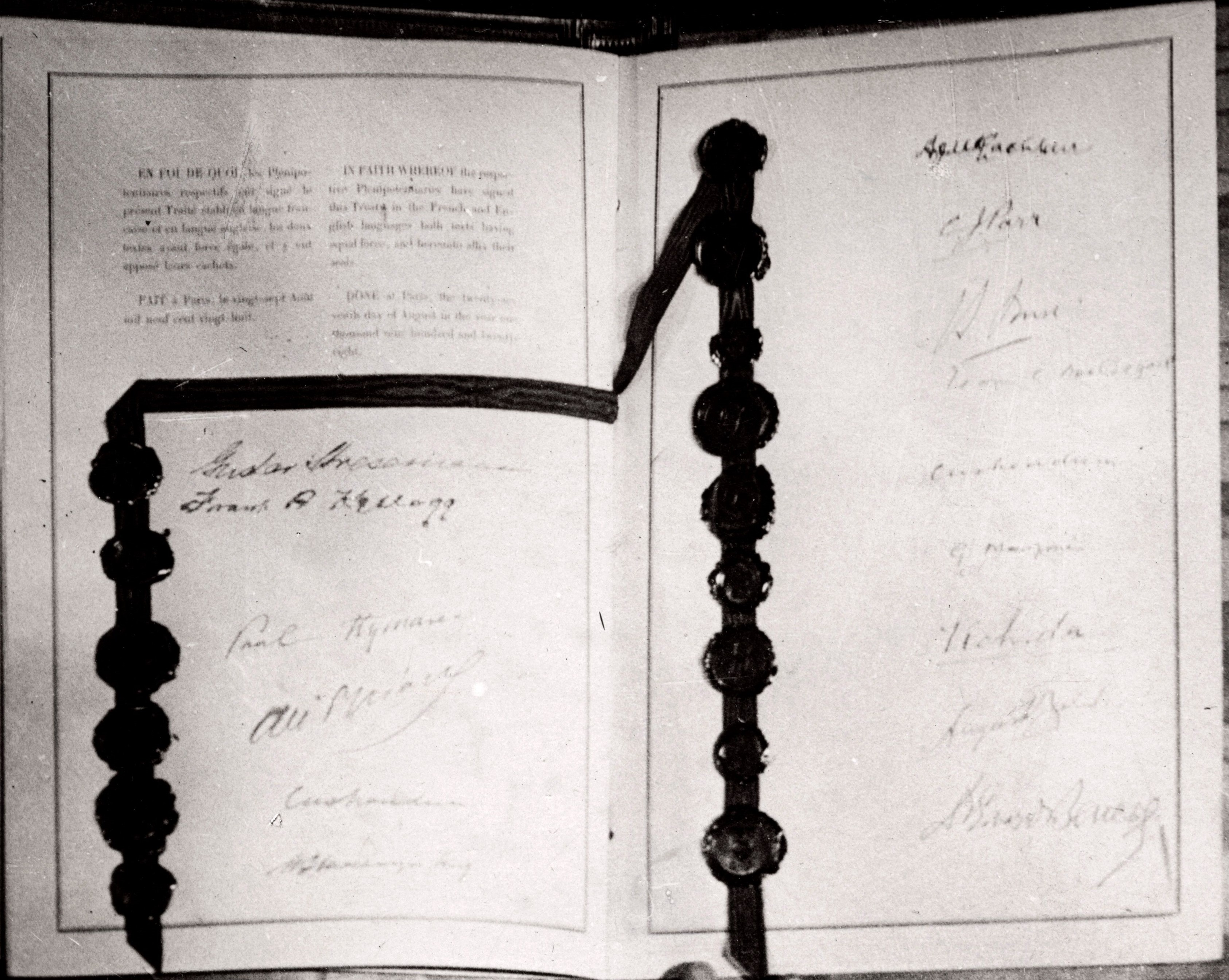
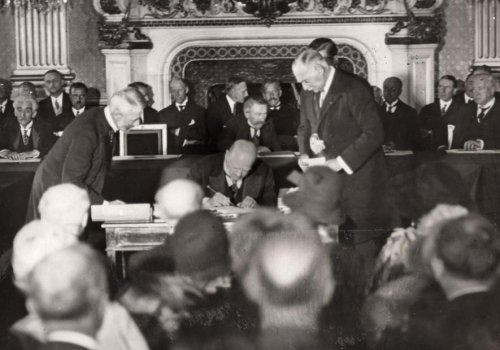
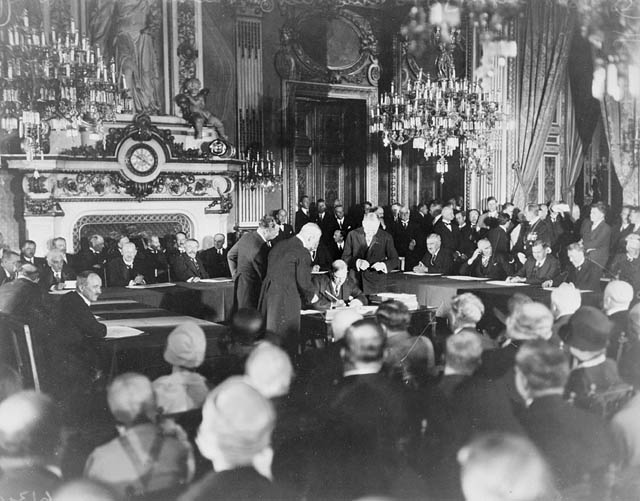